# Guiding
Guiding (en chino, 贵定; pinyin, Guìdìng, léase Kuéi-Ding) es un condado bajo la administración directa de la Prefectura Qiannan en la Provincia de Guizhou, República Popular China.  Su área es de 1627 km² y su población total para 2010 superó los 230 mil habitantes.

## Administración
Desde julio de 2020, el  condado Guiding se divide en 8 pueblos que se administran en 2 subdistritos y 6   poblados.